# Гіроко Мінаґава
Гіроко Мінаґава (яп. 皆川博子, Minagawa Hiroko, нар. 2 січня 1930 року) — японська письменниця корейського походження, яка пише детективи, фентезі, фантастику жахів та історичну белетристику.

## Життєпис
Народилася в Сеулі. Її батько спочатку був фельдшером, а потім став лікарем. Через три місяці після народження вона повернулася з родиною до Токіо. Її молодші брати — Нобуюкі Шіотані, почесний професор медичної школи Університету Кітасато, і Такаші Шіотані, біографічний і науково-фантастичний письменник, а троюрідний брат — Йоїчіро Фукуда, сценарист і режисер. Кізакі Сатоко — її двоюрідна сестра (друга дочка брата його матері), яка дала їй літературну освіту, коли вона була молодою дівчиною. У дитинстві вона захоплювалася казками і віддавала перевагу читанню та письму, а не іграм з іншими дітьми. До 1945 року вона відвідувала школу для дівчаток Дайсан, а потім два роки вивчала англійську мову в Токійському жіночому християнському університеті.
Її перший твір «Море і хрест» (яп. 海と十字架), опублікований у 1972 році, коли вона вийшла заміж. Це дитяча повість. Спочатку її стиль був напруженим зображенням дивних стосунків між чоловіком і жінкою за допомогою сучасних засобів. Але згодом вона також продемонструвала схильність, яка продовжилася в її пізніших творах, таких як романтична екзотична казка в «Руїнах світла» та заплутана повномасштабна таємниця в «Подорожі квітки».
У 1980-х роках вона розширила свій творчий доробок, включивши до нього фентезійну літературу, але іноді редактори просили її підлаштовуватися під бум романів і створювати загальні «містерії».
Після руху «Нові таємниці Ґенкаку» її почали переосмислювати, уклали антології Сенмачі Акіюкі, Азума Масао та Кусака Сандзо, а також перевидавали її твори в м'яких обкладинках. Водночас вона почала активно писати нові твори і продовжує публікуватися з такою швидкістю, що важко уявити для людини, якій понад 80 років.

## Праці в англійському перекладі

### Романи
- «Камін Воскресіння» (оригінальна назва: Hirakasete Itadaki Kōei Desu), пер. на англ. Метт Трейво, Bento Books, 2019[5]

### Новели
- «Купальський емісар» (оригінальна назва: Fuzuki no Shisha), пер. на англ. Джінні Теплі Такеморі (Kaiki: Uncanny Tales from Japan, Volume 3: Tales of the Metropolis, Kurodahan Press, 2012)[6]
- «Захід сонця» (оригінальна назва: Yuhi ga Shizumu), пер. на англ. Карен Сенднес (Spekulative Japan 3: Silver Bullet and Other Tales of Japanese Science Fiction and Fantasy, Kurodahan Press, 2012)[7]

## Нагороди
- 1973 — Премія Шосецу Гендая для нових письменників: Літо в Аркадії (яп. アルカディアの夏) (оповідання)
- 1985 — Премія письменників-містериків Японії за найкращий роман: Справа про вбивство у стіні (яп. 壁 旅芝居殺人事件) (роман-загадка)
- 1986 — Премія Naoki: Любов і червоний (яп. 恋紅) (історичний роман)
- 1990 — Премія Шибата Ренцабуро: Ювілей Роуз (яп. 薔薇忌) (збірка фентезійних оповідань)
- 1998 — Літературна премія Йосікави Ейдзі: Фонтан смерті (яп. 死の泉) (містичний роман)
- 2012 — Премія «Таємниця Хонкаку»: Камін Воскресіння (містичний роман)
- 2013 — Японська таємнича літературна премія за життєві досягнення

## Основні роботи

### Серія Едварда Тернера
Історичний таємничий серіал, дія якого відбувається в Лондоні XVIII століття
- Я маю честь відкрити його (яп. 開かせていただき光栄です), 2011 (Камін Воскресіння)
- Armonica Diabolica (яп. アルモニカ・ディアボリカ), 2013
- Інтерв'ю з ув'язненим (яп. インタヴュー・ウィズ・ザ・プリズナー), 2021

### Інші романи-містерії
- Вершник зник у пітьмі (яп. ライダーは闇に消えた), 1975
- Руїни світла (яп. 光の廃墟), 1978
- Нічна поїздка на подорож (яп. 花の旅夜の旅), 1979
- Веселкова трагедія (яп. 虹の悲劇), 1982
- Трагедія туману (яп. 霧の悲劇), 1982
- Справа про вбивство на мисі Ширетоко (яп. 知床岬殺人事件), 1984
- Вбивства під час переслідування диких коней у Сомі (яп. 相馬野馬追い殺人事件), 1984
- Стіна: Вбивства в Тосідзюку (яп. 壁 旅芝居殺人事件), 1984
- Вбивства Куґена (яп. 光源氏殺人事件), 1985
- Вбивство Сейї (яп. 世阿弥殺人事件), 1986
- Справа про вбивство Йокаші Кури (яп. 妖かし蔵殺人事件), 1986
- Лояліст (яп. 忠臣蔵殺人事件), 1986
- Вбивство Каруізави, Вінтер (яп. 殺意の軽井沢・冬), 1987
- Сліпучий (яп. 闇椿), 1988
- Острів Святих (яп. 聖女の島), 1988
- Майстер обличчя Рентаро та п'ять таємниць (яп. 顔師・連太郎と五つの謎), 1989
- Фонтан смерті (яп. 死の泉), 1997
- Вбивство в перевернутій вежі (яп. 倒立する塔の殺人), 2007

### Інше
- Піратська королева (яп. 海賊女王), 2013 — Історія Грейс О'Меллі

## Екранізації творів
- «Шараку» (1995; засновано на її історичному романі 1994 року «Шараку»)